# Лайбёрд, Энн
Энн Элайза Лайбёрд (Либёрд или Либурд, англ. Anne или Ann Eliza Liburd; 12 декабря 1920 — 13 сентября 2007) — общественная деятельница и активистка движения за права женщин из Сент-Китса и Невиса. Она занимала пост президента Национального совета женщин Сент-Китса и была первой, а затем и трёхкратной председательницей Ассоциации женщин Карибского бассейна. Она руководила несколькими программами по развитию предпринимательских навыков у женщин, а затем первой встала во главе Федерации женщин-лейбористок — женского крыла Лейбористской партии Сент-Китса и Невиса.

## Ранние годы
Энн Элайза Мартин родилась 12 декабря 1920 года в Антигуа в семье Элис Мод (урожденной Корнелиус) и Джейкоба Мартина. Её мать, убежденная сторонница образования детей, была прачкой, а отец занимался сельского хозяйства. Они были родственниками семьи Бёрд, некоторые члены которой занимали посты премьер-министров страны. Мартин закончила школу в Антигуа и сдала выпускные кембрижские экзамены, что дало ей право преподавать. В возрасте 17 лет Мартин родила своего первого сына, Кларенса Фицроя Брайанта, который впоследствии стал министром образования и генеральным прокурором Сент-Китса. За Фицроем последовали сыновья Ронан и Тайрон.

## Карьера
Мартин нашла работу в типографии и в годы войны познакомилась с резервистом армии Клементом Лайбердом с острова Невис, за которого вышла замуж в 1944 году. Через два года после замужества семья Лайберд, теперь включавшая и четвёртого сына Карла, перебралась на Сент-Китс. Она начала преподавать в школе Тринити, ежедневно добираясь туда на велосипеде из своего дома в Бастере. За это время у неё родилось ещё двое детей: сын Клемент Джуни Лайбурд-младший, который стал директором вещания Информационной службы Сент-Китса и Невиса и дочь Марселла, которая стала министром здравоохранения, социальных служб, общественного развития, культуры и гендерных вопросов, а затем генерал-губернатором Сент-Китса и Невиса.
Вскоре Лайберд присоединилась к рабочему движению, организуя обучение бедных женщин навыкам трудоустройства, воспитания детей и собственного дела. Проработав несколько лет учительницей, она стала государственной служащей в сфере финансов и администрирования. В 1960-х и 1970-х годах она работала над разработкой образовательной политики, открывающей возможности учёбы для всех детей. Лайберд была первым президентом Ассоциации женщин Карибского бассейна (CARIWA) — зонтичной организации, созданной в 1970 году для коллективной мобилизации и объединения женских организаций по всему региону. Она переизбиралась на эту должность три раза. В тот же период она занимала пост президента Национального совета женщин Сент-Китса и запустила программу «Учись зарабатывать», которая получила признание в разных странах Карибского бассейна и Канаде. Программа обучала предпринимательским навыкам, чтобы помочь женщинам обрести экономическую независимость .
В 1974 году, когда Лейбористская партия создала Федерацию женщин-лейбористок, Лайбёрд была избрана её первой председательницей. В следующем году она основала Toast Mistress Club, чтобы обучать женщин навыкам эффективного общения. На протяжении 1970-х годов Лайберд представляла интересы женщин-лейбористок на многочисленных международных конференциях, спонсируемых Организацией Объединённых Наций. Она присутствовала на инаугурационной конференции Десятилетия женщин в Мехико и конференции 1985 года в Копенгагене, была представительницей на конференции 1990 года в Найроби.
Лайбёрд была членом исполнительного комитета Профсоюза Сент-Китса и Невиса, выезжая за границу на многочисленные мероприятия в качестве его представителя. В период с 1982 по 1985 год Лайбёрд участвовала в организации междисциплинарного проекта Института профсоюзного образования и Университета Вест-Индии (UWI), предоставлявшего возможности обучения и подготовки, а также преподававшего историю вклада женщин в общество в качестве граждан, активисток, работниц и лидеров. С 1985 по 1986 год она была одним из разработчиков конференций «Карибские женщины за демократию», проходивших на Багамах, Доминике и Ямайке. В 1996 году за свою общественную деятельность она получила Орден Британской империи.
Выйдя на пенсию с государственной службы, Лайбёрд использовала свои выплаты, чтобы открыть специализированный магазин, где продавались местные товары: одежда, туалетные принадлежности, имбирное пиво, напиток моби и её собственная выпечка. Приоритет отдавался местным женщинам, которые производили эти товары. В 2004 году Либерд была удостоена награды «Woman of Great Esteem» от одноименной организации Нью-Йорка за свой вклад в развитие возможностей женщин Сент-Китса и Невиса.

## Смерть и наследие
Энн Лайбёрд умерла 13 сентября 2007 года в Бастере и была похоронена на бастерском кладбище Спрингфилд 25 сентября 2007 года. Известие о её смерти побудило преподавателей Университета Вест-Индии создать цикл лекций под названием «Навсегда в долгу перед женщинами» (Forever Indebted to Women), чтобы подчеркнуть вклад женщин-активисток Карибского бассейна в историю своих стран. Первая лекция Annstory была дана в Сент-Китсе и повторена в двенадцати странах региона, начиная с конца 2007 года. В 2011 году жизненный путь Лайбёрд был представлен на выставке, организованной различными департаментами правительства Сент-Китса и Невиса, чтобы подчеркнуть выдающиеся достижения женщин.